# 2373 Immo
2373 Immo је астероид главног астероидног појаса са средњом удаљеношћу од Сунца која износи 2,794 астрономских јединица (АЈ).
Апсолутна магнитуда астероида је 12,5.